# Литвинова, Татьяна Анатольевна
Татья́на Анато́льевна Литви́нова (7 октября 1967) — советская, российская спортсменка по современному пятиборью. Мастер спорта СССР (1988). Член сборной команды СССР 1989—1991 годы. Чемпионка СССР (1991) в команде, серебряный медалист чемпионата СССР (1988) в личном первенстве. Победитель Кубка СССР (1990) в эстафете.

## Биография
Татьяна Анатольевна Литвинова (после замужества — Пескина) родилась 7 октября 1967 года в городе Волжский Волгоградской области.
В 1982 году поступила в ШИСП № 9 (Школа интернат спортивного профиля) в Москве, где и начала заниматься современным пятиборьем.
Первый тренер Самодерженков Александр Яковлевич, мастер спорта СССР международного класса.
В 1985 году перешла в спортивное общество «Спартак». Заниматься пятиборьем продолжила на ОУСЦ «Планерная» (Московская область, Химки). В то время здесь была организована группа женского пятиборья под руководством ЗМС СССР Минеева Виктора Александровича, тренеры: МС СССР Карташов Алексей Михайлович (впоследствии Заслуженный тренер России), МС СССР Миронов Сергей Иванович.
Выступала за «Спартак», Профсоюзы (Москва).
В 1991 году окончила ГЦОЛИФК (Государственный ордена Ленина институт физической культуры и спорта).

## Спортивные звания
- Мастер спорта СССР (присвоено 08 июня 1988 года, удостоверение № 237754).

## Достижения
Член сборной команды СССР по современному пятиборью с 1987 по 1991 годы.
- Чемпионка ВС ДФСО Профсоюзов среди женщин (1989 Львов) в личном первенстве.
- 1990 год

 Обладатель Кубка СССР в эстафете (команда «Профсоюзы»: Е. Болдина, М. Колонина, Т. Литвинова),
 серебряный призёр в командном зачете,
 бронзовый призёр в личном первенстве.
- Бронзовый призёр Кубка СССР (1989 Рига) в командном первенстве (команда ОУСЦ «Планерная» Болдина Е., Городкова Е., Литвинова Т.).
- Международный турнир по современному пятиборью среди женщин (1987 Киев) 3 место в составе команды СССР-2 (Литвинова Т., Наумова М., Резникова О.).
- Победитель XVI Международных соревнований на приз ГОСТЕЛЕРАДИО Белорусской ССР (1991 Минск) в командном первенстве (сборная Москвы Е.Болдина, Т.Литвинова, Л. Алешина).
- Чемпионка СССР (1991 Москва) в командном первенстве (команда «Профсоюзы» Болдина Е., Краснова С., Литвинова Т.).
- Бронзовый призёр чемпионата СССР (1990) в командном зачете.
- Серебряный призёр Чемпионата СССР (1988) в личном первенстве.

## Результаты
| Турнир/Год                                                              | 1986 | 1987     | 1988    | 1989    | 1990     | 1991    | 1992 |
| ----------------------------------------------------------------------- | ---- | -------- | ------- | ------- | -------- | ------- | ---- |
| Чемпионаты СССР Личное первенство                                       | -    | 26 место | 2       | -       | 15 место | 6 место | -    |
| Чемпионаты СССР Командное первенство                                    | -    | -        | -       | -       | 3        | 1       | -    |
| Кубок СССР Личное первенство                                            | -    | -        | 4 место | 7 место | 3        | 3       | -    |
| Кубок СССР Командное первенство                                         | -    | -        | -       | 3       | 2        | -       | -    |
| Кубок СССР Эстафета                                                     | -    | -        | -       | 5 место | 1        | -       | -    |
| Зимний Чемпионат г. Москвы (в помещении) Личное первенство              | 3    | 2        | 7 место | 6 место | -        | -       | -    |
| Чемпионат ВС ДФСО Профсоюзов среди женщин Личное первенство             | -    | -        | -       | 1       | -        | -       | -    |
| Всесоюзный новогодний турнир на Приз ОУСЦ «Планерная» Личное первенство | 2    | 2        | -       | -       | -        | -       |      |